# دم‌جنبانک ژاپنی
دم‌جنبانک ژاپنی (نام علمی: Motacilla grandis) نام یک گونه از سرده دم‌جنبانک است.